# Berrias-et-Casteljau
Berrias-et-Casteljau (okzitanisch Berriàs e Castèljau) ist eine französische Gemeinde mit 779 Einwohnern (Stand 1. Januar 2022) im Département Ardèche in der Region Auvergne-Rhône-Alpes. Die Einwohner werden französisch Berriassois(es) und Casteljois(es) genannt.
Die Gemeinde entstand am 4. Juni 1975 durch die Fusion der bis dato eigenständigen Kommunen Berrias und Casteljau.

## Geografie
Die Gemeinde erstreckt sich im äußersten Süden des Départements entlang der Schwemmebene des Flusses Chassezac. Sein Zufluss Granzon durchquert das Gemeindegebiet und mündet an der östlichen Gemeindegrenze. Das Gebiet ist geprägt von Kalksteinhängen und anderen geologischen Gesteinsformen, die durch fluviale Erosion geschaffen worden sind. Der Nordwesten der Gemeinde ist bewaldet. Nachbargemeinden sind Saint-Paul-le-Jeune und Banne. Nächstgrößte Stadt ist Alès in 29 Kilometern Entfernung Richtung Südwesten.

## Geologie
Berrias war Namensgeber des Berriasiums (im deutschen Sprachgebrauch auch verkürzt Berrias), einer chronostratigraphischen Stufe der Erdgeschichte.

## Geschichte
Das Gemeindegebiet wurde schon in der Antike besiedelt. Davon zeugen Hünengräber sowie eine gallo-römische Nekropolis. Auch merowingische Grabstätten sind zu finden. 
Der Ortsteil Berrias war schon im frühen Mittelalter ein wichtiger Militärposten, sodass 1140 im Château de Jalès eine Kommende des Templerordens errichtet worden ist. Sie ist eine der ältesten und besterhaltenen des Landes. Zu Beginn der Französischen Revolution 1792 fanden hier die Anhänger des Königs Schutz. Noch im selben Jahr planten die Bürger von Les Vans ein Massaker auf die Royalisten, bei dem die Kommende beschädigt worden ist und viele Menschen ums Leben kamen. Im 18. Jahrhundert wurde das Schloss restauriert und eine Seidenraupenzucht angelegt. Momentan beherbergt das Gebäude das Institut de préhistoire orientale von CNRS.

### Bevölkerungsentwicklung
| Jahr                       | 1962 | 1968 | 1975 | 1982 | 1990 | 1999 | 2007 | 2017 |
| Einwohner                  | 433  | 403  | 391  | 536  | 541  | 566  | 602  | 762  |
| Quellen: Cassini und INSEE |      |      |      |      |      |      |      |      |

## Kultur und Sehenswürdigkeiten
Die Gemeinde Berrias-et-Casteljau lebt vom Tourismus. Beliebtestes Ausflugsziel ist das Château de Jalès, wo auch heute noch ausführliche Führungen zur Geschichte dieser Kommende und des Templerordens angeboten werden. Sehenswert sind dabei auch der antike Ziehbrunnen aus dem 18. Jahrhundert, die alten Keller und Vorratsräume mit ihren runden Decken sowie die momentan leerstehende Kapelle, ausgestattet mit einem mittelalterlichen Fresko.
Im Ortsteil Casteljau sind ein ehemaliges Herrenhaus, in Berrias und Les Borels zwei Kirchen aus dem 19. Jahrhundert sowie eine Votivkapelle zu besichtigen. 
Die Gemeinde bietet außerdem viele Wander- und Klettertouren an. Zum Beispiel durch den Bois de Païolive mit seinen außergewöhnlichen Gesteinsformationen. Ein weiteres beliebtes Ausflugsziel ist die Tranchée du Chassezac, zwei steile Felswände mit seltsamen Gesteinsformen. Entlang der zahlreichen Flussschluchten gibt es auch die Möglichkeit an kleinen Sandbänken wie dem Mazet-Plage zu entspannen.

## Wirtschaft und Infrastruktur
Die Destillation von Lavendel zu duftendem Lavendelöl ist ein altes Kunsthandwerk der örtlichen Bauern. Diese Tradition war schon im Mittelalter geläufig, sodass sich reiche Persönlichkeiten teure Parfüme herstellen ließen. Auch heute sind selbstgemachte Öle und Parfüm vor Ort erhältlich.